# Jonathan Sacks, Baron Sacks

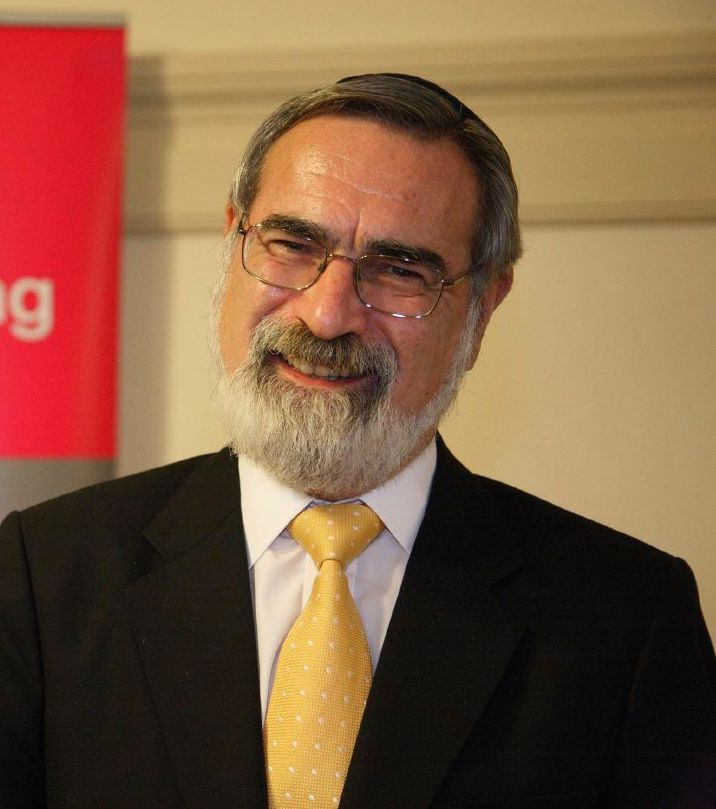
Jonathan Sacks (2006)

Jonathan Henry Sacks, Baron Sacks (geb. 8. März 1948 in London; gest. 7. November 2020 ebenda) war ein britischer Philosoph, Theologe und Politiker. Von 1991 bis 2013 war er der britische Großrabbiner.

## Leben
Sacks besuchte die St Mary’s Primary School, die Secondary School Christ’s College in East Finchley, das Gonville and Caius College der Universität Cambridge, das New College der Universität Oxford, das King’s College der Universität London und die London School of Jewish Studies. Außerdem besuchte er die Talmudhochschule Etz Chaim Yeshiva in London.
Sacks studierte Philosophie und schloss am King’s College London das Studium mit einem Ph.D. ab.
Ihm wurden Ehrendoktortitel der Universität von Cambridge, University of Glasgow, Universität Haifa, Middlesex University, Yeshiva University, University of Liverpool und University of St Andrews verliehen. Er war Ehren-Fellow des Gonville and Caius College und des King’s College London.
Sacks war Vorsitzender des Chief Rabbi’s Cabinet, das aus vierzehn weiteren Rabbinern besteht, die ihn in verschiedenen Bereichen berieten, beispielsweise jüdische Erziehung, Israel, jüdisch-christliche Beziehungen, Angelegenheiten, die das Beth Din und weitere Bereiche, die die jüdische Gemeinde betreffen. Das Chief Rabbi’s Cabinet trifft sich vierteljährlich. Deren Mitglieder sind berechtigt, den Großrabbiner bei öffentlichen Veranstaltungen zu repräsentieren.
Sacks war Direktor des traditionsreichen Jews’ College in London sowie von 1978 bis 1982 Rabbi von Golders Green und von 1983 bis 1990 von Marble Arch in London. Er wurde sowohl vom Jews’ College als auch von Etz Chaim Yeshiva zum Rabbi ordiniert.
Sacks war regelmäßiger Gast im Fernsehen und Rundfunk. Er verfasste Beiträge u. a. für die überregionale Presse. Er präsentierte 1990 die BBC Reith Lectures on The Persistence of Faith.
In Anerkennung für seine gesellschaftlichen Verdienste wie auch die um den interreligiösen Dialog wurde Sacks 2005 im Rahmen der Queen’s Birthday Honours als Knight Bachelor geadelt. Am 1. September 2009 wurde er auf Vorschlag der House of Lords Appointments Commission zudem als Baron Sacks, of Aldgate in the City of London, zum Life Peer erhoben und war von da an Mitglied des House of Lords.
2013 wurde Ephraim Mirvis sein Nachfolger im Amt des Großrabbiners des Vereinigten Königreiches.
Jonathan Sacks starb am 7. November 2020 im Alter von 72 Jahren an den Folgen einer Krebserkrankung.

## Positionen, die er in den Jahren vor seinem Tod bekleidete
- Rabbi und Spiritual Leader der Western Marble Arch Synagogue in London (ab 1. Mai 2004)
- Jakobovits Professor in Moderner jüdische Glaubenslehre, Jews’ College London, 1982
- Chief Rabbi of the United Kingdom and Commonwealth (ab 1. September 1991)
- Gastprofessor für Theologie am King’s College London
- Honorary Fellow des Gonville and Caius College, Cambridge, 1993
- Presentation (Honorary) Fellow, King’s College London, 1993

## Frühere Positionen
- Dozent für Moralphilosophie, Middlesex Polytechnic, 1971–1973
- Dozent am Jews’ College London, 1973–1982; Leiter von dessen jüdischen Einrichtungen 1983–1990; Rektor, 1984–1990
- Gastprofessor für Philosophie an der University of Essex, 1989–1990
- Sherman Lecturer an der University of Manchester, 1989
- Riddell Lecturer an der University of Newcastle
- Cook Lecturer an der University of Oxford, University of Edinburgh und der University of St Andrews
- Gastprofessor an der Hebrew University of Jerusalem

## Auszeichnungen
- 2001: Ehrendoktorwürde im Fach Theologie (Doctor of Divinity) in Anerkennung seiner ersten zehn Jahre als Großrabbiner Großbritanniens, verliehen vom Erzbischof von Canterbury
- 2004: Grawemeyer Award für Religion für sein Buch The Dignity of Difference
- 2006: Honorary Freeman von London Borough of Barnet
- 2010: Ehrendoktorwürde der Universität Basel[1]
- 2016: Templeton-Preis

## Kontroversen

### Orthodoxe Opposition
Eine Gruppe von Rabbinern, insbesondere Rabbi Bezalel Rakow, beschuldigte Sacks der Häresie gegen die Tradition des orthodoxen Judentums in seinem Buch The Dignity of Difference, in welchem er andeutete, dass das Judentum nicht die einzige wahre Religion ist. Dies veranlasste Sacks dazu, das Buch in der zweiten Auflage umzuarbeiten und zu ergänzen. Er weigerte sich allerdings, Bücher, die bereits im Handel waren, zurückzurufen.

### Rabbi Gryn und Rabbi Jacobs
Sacks löste eine heftige Kontroverse in der anglo-jüdischen Gemeinde aus, als er sich 1996 weigerte, an der Trauerfeier für Rabbi Hugo Gryn teilzunehmen. Ein privater Brief von Sacks, den er in Hebräisch schrieb und in dem er behauptete, dass Gryn „einer von denen sei, die den Glauben zerstören“, wurde durch eine Indiskretion bekannt und veröffentlicht. Sacks schrieb weiter, er sei ein „Feind“ der Reform, der Liberalen und Masorti-Bewegungen, was manche zu der Annahme kommen ließ, Sacks sei nicht Großrabbiner aller Juden in Großbritannien.
Er besuchte eine Gedenkfeier für Gryn, was den Zorn einiger in der ultra-orthodoxen Gemeinde verursachte. Einen ähnlichen Standpunkt vertraten Sacks und das Beth Din, als sie den pensionierten Rabbi Louis Jacobs, der am Aufbau der englischen Sektion der Masorti-Bewegung beteiligt war, davon abhielten, am Samstag vor der Hochzeit seiner Enkelin öffentlich aus der Tora zu lesen. Im Rückblick räumte Sacks Fehler in der Auseinandersetzung um Rabbi Hugo Gryn sowie generell nichtorthodoxe Juden ein.

### »Antizionismus ist der neue Antisemitismus«
Im Jahr 2016 setzte Sachs in einem Artikel in Newsweek Anti-Zionismus mit Antisemitismus gleich. Er schrieb:
Kritik an der israelischen Regierung ist nicht antisemitisch. Auch die BDS-Bewegung ist nicht per se antisemitisch. Vielen ihrer Befürworter sind die Menschenrechte ein aufrichtiges Anliegen. Sie ist jedoch eine Fassade für den neuen Antisemitismus, eine unheilige Allianz aus radikalem Islamismus und der politischen Linken.
Er weist die Kritik an Menschenrechtsverletzungen durch Israel mit dem Hinweis zurück, dass Israel »die einzige voll funktionierende Demokratie im Nahen Osten mit einer freien Presse und einer unabhängigen Justiz« sei, obwohl in den 1967 besetzten Gebieten nichts davon zutrifft.
Peter Beinart entgegnete in einem Artikel in Haaretz:
Die Gleichsetzung von Antizionismus und Antisemitismus macht die Palästinenser zu Amalekitern. Wenn man leugnet, dass sie außer Fanatismus irgendeinen Grund haben könnten, den Zionismus abzulehnen, dann verleugnet man ihre historischen Erfahrungen und macht sie zu bloßen Trägern von Judenhass. Damit wird den Palästinensern das angetan, was der Antisemitismus den Juden antut: Er entmenschlicht sie.

## Werke
- 1989: Traditional alternatives: Orthodoxy and the future of the Jewish people
- 1990: Tradition in an Untraditional Age
- 1991: Persistence of Faith
- 1991: Arguments for the Sake of Heaven
- 1992: Crisis and Covenant
- 1993: One People?
- 1994: Will We Have Jewish Grandchildren?
- 1995: Community of Faith
- 1996: Torah Studies: Discourses by Rabbi Menachem M. Schneerson
- 1997: The Politics of Hope (2., durchgesehene Auflage 2000)
- 1999: Morals and Markets
- 2000: Celebrating Life
- 2001: Radical Then, Radical Now (veröffentlicht in America as A Letter in the Scroll)
- 2002: The Dignity of Difference. How to Avoid the Clash of Civilizations
- 2003: The Chief Rabbi’s Haggadah
- 2007: Wie wir den Krieg der Kulturen noch vermeiden können
- 2005: To Heal a Fractured World - The Ethics of Responsibility
- 2007: The Home We Build Together - Recreating Society
- 2009: The Koren Sacks Siddur
- 2009: Covenant & Conversation: A Weekly Reading of the Jewish Bible
- 2011: The Great Partnership - Science, Religion and the Search for Meaning
- 2015: Not in God’s Name: Confronting Religious Violence
- 2015: Lessons in Leadership; A Weekly Reading of the Jewish Bible
- 2016: Essays on Ethics: A Weekly Reading of the Jewish Bible